# ¿Vendrás a medianoche?
 ¿Vendrás a medianoche? es una película en blanco y negro de Argentina dirigida por Arturo García Buhr sobre el guion de Sixto Pondal Ríos y Carlos Olivari según su propia obra teatral homónima, que se estrenó el 13 de julio de 1950 y que tuvo como protagonistas a Enrique Serrano, Guillermo Battaglia, Maruja Gil Quesada y Susana Campos.

## Sinopsis
Un solterón protegido por una tía rica, ve aparecer todas las noches el fantasma de su novia. Pero no está muerta y terminan casándose.

## Reparto
- Enrique Serrano
- Nélida Bilbao
- Guillermo Battaglia
- Maruja Gil Quesada
- Matilde Rivera
- Bernardo Perrone
- María Esther Podestá
- Susana Campos

## Comentarios
La revista Set dijo:

”Versión modesta y no del todo lograda de la pieza teatral homónima…desconcierto absoluto en el aprovechamiento de algunas escenas de efecto y la deshilvanada dirección que rige el movimiento técnico y artístico.”

Por su parte en la crónica de la película Crítica opinó:

”El diálogo es excesivo y, aunque en ocasiones es ingenioso, llega a cansar.”